# THEわれめDEポン
『THEわれめDEポン』（ざ・われめ・で・ぽん）は、フジテレビの麻雀バラエティ番組である。現在の正式名称は『芸能界麻雀最強位決定戦 THEわれめDEポン 生スペシャル』（げいのうかいまーじゃんさいきょういけっていせん ざ・われめ・で・ぽん なますぺしゃる）である。通称「われポン」。
1995年12月30日から2008年1月2日までは地上波フジテレビで放送されていた。中断期間をはさみ、2011年8月26日以降はCS放送フジテレビONEで放送されている。

## 概要
内容は芸能人が麻雀をプレイして優勝を目指すものである。スポーツ選手や漫画家など、芸能界以外の著名人もしばしば出演する。
地上波での放送開始当初は事前収録により隔週放送されていたが、やがて不定期に深夜の生放送へと移行した。
2008年1月2日放送された第65弾を最後に放送されておらず、事実上地上波での放送は打ち切りとなり、公式ホームページ上ではしばらくの間「放送終了」のアナウンスがされていた。その3年半余りの中断期間を経て、2011年8月26日にCS放送のフジテレビONEで復活放送（生放送・第66弾）された。それ以降はフジテレビONEで、原則として毎月最終土曜0:00 - 6:00に生放送が行われている（7月分は休止、12月分は30日に放送）。また、2011年9月以降は地上波放送回のうち、肖像権等の権利処理がクリアされた回のみ再放送が順次行われている。2015年4月10日放送回は番組開始20周年を記念し、対局の前半をニコニコ生放送で無料配信、後半を7年ぶりに地上波で放映した。
またCS放送での放送開始後、8月の土曜日（どの週になるかは不定）19:00から「24時間頂上決戦生スペシャル　牌は地球を救う」と題し、「プロ野球ニュース」（当日23:00の本放送と翌朝6:00の再放送）の時間帯を除く実質22時間のマラソン対局を生中継する。
その他、2015年に麻雀最強戦とのコラボとして「麻雀地上最強位決定戦 THE 最強 DE ポン」、2017年には同じフジテレビONEで放送中の極雀とのコラボとして「～地上最強位決定戦～THE極雀DEポン」（通称：極ポン）も行われた。
前述の番組開始20周年記念特別番組以降、地上波での放送は無かったが、2010年代後半以降の麻雀ブームを受けて、2024年3月に9年ぶりの地上波放送が行われた。
司会はたけし軍団のガダルカナル・タカ（放送開始当初は森脇健児）。実況は野島卓が担当していたが、2004年9月からニューヨークへ転勤となったことから、2004年10月17日放送の第59弾から桜井堅一朗が務め、2007年1月1日の放送ではフジテレビよりフリーとなった山中秀樹が務めた。2008年1月3日に放送された第65弾はニューヨークから帰国した野島が3年ぶりに復帰し、2011年の番組再開後も担当していたが、2016年4月から2017年9月はユアタイムを担当する事になったため、この間は主に中村光宏と谷岡慎一が務めた。ただし、野島も24時間生スペシャルや中村、谷岡が取材等で欠席もしくは、途中退席という場合に実況を務めている。解説者は地上波時代には麻将連合のプロ雀士・井出洋介が出演していた。CS放送開始以降しばらくは梶本琢程が解説を担当し、2013年の24時間生スペシャルから土田浩翔が登場してからは、土田が主に解説を務めている（土田不在時には梶本が担当）。2016年4月以降は土田と女流プロの2名で解説を行っている。2016年9月の第103弾からは古久根英孝も解説に加わった。
生放送再開後の第66弾からは、各ゲーム終了毎に馬場裕一によるミニコーナー「バビィに聞け!」としてTwitterに寄せられた質問や応援メッセージを紹介する。なお、2021年2月の第143弾をもって、病気療養のため、番組休養し、代役としてパジャマとりやが担当した後も、「バビィに聞け!」を使用したが、下述の通り2024年7月28日に死去したため、今後の対応は不明である。
番組メインBGMは、高橋幸宏作曲の「ファンキーMAHJANG」を編集したものである。使用されている「ファンキーMAHJANG」はオリジナルバージョンではなくライブバージョンであり、サディスティック・ミカ・バンドのアルバム『晴天』に収録されている。なお、地上波レギュラー放送時代（森脇健児司会時）には、エンディングにVane For Road「Love Letter」（作詞・作曲：大江千里）が使用されていた。

## 出演者

### 現在
司会
- ガダルカナル・タカ（第2弾 - ）

アシスタント
- 橘ゆりか（第74弾 - ）
  - 毎年24時間SPでは遠藤舞、朝日奈央、横山ルリカ[3] など橘が所属していたアイドリング!!!のメンバーが助っ人のアシスタントとして参加している。

また番組を彩る水着アシスタントとして過去にはグラビアアイドルのあべみほ、如月さやが、現在は比留川マイ、芹沢まりな、そちお、桜みゆ（出演はランダム）が「バビィに聞け!」のオープニングでのポージングや、対局中の出演者へのお茶などの提供を行っている。
なお2020年7月、コロナウイルスの影響による番組休止（2020年4月 - 6月）明けの際は、スタジオの密を避ける為に水着アシスタントの如月は欠席となり、代わりに「バビィに聞け!」のオープニングではタカ、橘、馬場がポージングを取るという場面が見られた。その後2020年8月からは如月が番組に復帰している。
2021年12月のオンエアをもって2014年夏より出演していた如月が番組を卒業する旨が発表された。如月卒業後は比留川マイが水着アシスタントとして出演している。
解説
- 土田浩翔（24時間SP2013 - ）
- 古久根英孝（第103弾 - )
- 近藤誠一（第117弾 - )
- 竹内元太（第167弾 - )
  - 2016年4月以降解説を担当した女流雀士
    - 宮内こずえ（第100弾 - ）、小笠原奈央（第101弾 - ）、高宮まり（24時間SP2016 - ）、黒沢咲（第118弾 - ）、日向藍子（第120弾 - [4]）、松嶋桃（第126弾 - ）、東城りお（24時間SP2019 - ）、蒼井ゆりか（24時間SP2023 - ）、早川林香（第157弾 - ）、丸山奏子（24時間SP2024 - ）

スタジオ解説
- パジャマとりや（第145弾 - ）

実況
- 野島卓（フリーアナウンサー、元フジテレビアナウンサー）（番組開始 - 第58弾、第65弾 - ）
- 中村光宏（フジテレビアナウンサー） (24時間SP2013 -  )
- 谷岡慎一（フジテレビアナウンサー）（第93弾 - ）
- 藤井弘輝（フジテレビアナウンサー）（第120弾 - ）
- 德田聡一朗（フジテレビアナウンサー）（GⅡ未勝利戦 - ）

※中村、谷岡は野島不在時に実況を担当している。2016年4月から2017年9月は、当時放送されていた深夜のニュース番組「ユアタイム」を担当時、番組序盤はこの2人のいずれかが実況し、途中から野島に交代する場合もある。

### 歴代の出演者
- 井出洋介（プロ雀士・麻将連合元代表/第65弾まで解説）
- 梶本琢程（第66弾 - 第89弾）
- 森脇健児（レギュラー放送司会、生スペシャルでは第1弾のみ）
- 桜井堅一朗（元フジテレビアナウンサー/第59弾 - 第63弾実況）
- 山中秀樹（元フジテレビアナウンサー/2007年第64弾実況）
- 佐藤里佳（元フジテレビアナウンサー/第92弾実況）
- 内田恭子（元フジテレビアナウンサー/元アシスタント）
- 富永美樹（元フジテレビアナウンサー/元アシスタント）
- 宇田麻衣子（元フジテレビアナウンサー/元アシスタント）
- みずき（元アシスタント)
- 宮崎景子（元アシスタント）
- 福下恵美（元アシスタント）
- 三田友梨佳（フジテレビアナウンサー/第66弾アシスタント）
- 松尾翠（元フジテレビアナウンサー/第67弾 - 第73弾アシスタント）
- 小林未沙（声優/「極雀DEポン」実況（野島と兼務））
- 大村晟（元フジテレビアナウンサー）
- 馬場裕一（第66弾 - 第143弾[5]）スタジオ解説。2024年7月28日死去[6]。

## 番組内で採用されている麻雀のルール
- 東風戦、クイタン・後付けアリのアリアリルール
- 25,000点持ちの30,000点返し。東4局終了時点で確定トップがいない場合は帰り東[7] になり、誰かが30,000点を超えた段階で終了となる
- オカはトップ取りで順位ウマは無し
- ドラは常時2枚捲りの王牌16枚残し
- トビ有りでトビ罰符は10,000点。持ち点がぴったり0点の場合はトビにはならない
- もしノーテン罰符の支払いでトビになった場合は1人テンパイならテンパイしている人に、複数人テンパイの場合は頭跳ねの要領でトビ罰符が与えられる（トビ罰符を加算した後に順位を出す）
- 得点は100点単位まで計算（番組内での合計点数は0.1P=100点である）
- 開門場所となったプレイヤーの和了に関する点棒授与は常に倍（ノーテン罰符および積み棒は倍にならない。いわゆる割れ目ルール）
- 一本場300点、オープンリーチ有り、途中流局全部有り、テンパイ連荘（全員ノーテンは親連荘）
- ノーテン親流れ（ただしオーラスは親がノーテンでも終局しないが、和了止めの権利有り）。ダブロンは頭跳ね
- 五本場から二翻縛り有り（ドラを除く確定二翻必要。七対子では上がれるが、リーチ一発や飜牌嶺上開花、ツモドラ1はダメ）
- 流し満貫有り

### 隔週レギュラー放送時代のルール
- 16人の出場者でトーナメントを行う
- 各卓上位2人が勝ち上がり
- 優勝者には賞金100万円が贈られる。優勝者以外はノーギャラ

### 24時間生スペシャル時のルール
- 8人の出場者で予選から行われる
- 4人の組み合わせで連続2ゲームを行い、これを1ブロックとし、ブロック終了毎に出場者を入れ替えて次のブロックを行う。
- これを繰り返し合計20ブロック（1人あたり5ブロック・10ゲーム）を行い、ここまでのトータルポイントの順位を出す。
- その後順位の1位・2位・7位・8位をAブロック、3位・4位・5位・6位をBブロックに分け、それぞれのブロックでプレーオフをさらに3ゲーム行い、このゲームを含めたトータルポイントの上位4人が決勝ラウンド進出となる。
- 決勝ラウンドでは予選のポイントはリセットされ、決勝ラウンドのみの成績で競う。
- 一方予選敗退となった下位4人は通称『やさぐれ卓』にて5位 - 8位の順位決定戦を行うが、場所がフジテレビ内のリハーサル室の一角、カメラは固定カメラ一台、中継は決勝ラウンドの休憩中に挟む程度と半ば罰ゲーム状態となっている。
- なお、やさぐれ卓は余興的な意味合いのため、最終成績は公式サイトにて順位だけ紹介する程度という散々な扱いである（ガダルカナル・タカ曰く余りの辛さに風間杜夫が『ギャラはいらないから帰してくれ』と嘆いていたという）。

## 他メディア展開

### ゲームソフト
- 芸能人対局THEわれめDEポン（メーカー：ビデオシステム、発売日：1996年10月25日、定価 7,140円、PS・SS向）

のちに、インターネット対局麻雀『東風荘』の流行に便乗して、携帯アプリ&PCソフトとして発売され、最上位者が最強決定戦に参加する放送回も存在した。

### PCゲーム
- われポンオンライン（提供開始日：2011年8月9日）

「われポン」の緊張感とルールをオンラインゲームとして再現（ルールは一部番組と異なる）。「Maru-Jan」にて提供。

### DVD
井出洋介が厳選した名場面を収録したDVDがポニーキャニオンより発売された。井上順が出したわれポン初の役満、山本陽子の二人飛ばし、ブラザー・コーンの0点からの大逆転、萩原聖人の初優勝、風間杜夫の4連覇達成などの模様が収録され、新たに井出の解説や、点数計算講座も収録された。

## 過去に出場した芸能人
- 秋元康
- 秋山良人（あきげん）
- 浅香唯
- 浅田美代子
- 東貴博（Take2）
- 東てる美
- 阿藤快
- 阿部哲子
- 新井浩文
- 有田哲平（くりぃむしちゅー）
- 石田純一
- 石橋貴明（とんねるず）
- 泉ピン子
- 板倉俊之（インパルス）
- 四代目 市川左團次
- 井上順
- 岩井勇気（ハライチ）
- 植田佳奈
- 内山信二
- 江上敬子（ニッチェ）
- 江波杏子
- エハラマサヒロ
- 大村朋宏（トータルテンボス）
- 岡田紗佳
- 岡野陽一
- 落合博満
- おりも政夫
- 蛭子能収
- 及川奈央
- 大久保博元
- 大仁田厚
- 御徒町凧[8]
- 小沢一敬（スピードワゴン）
- 小野ヤスシ
- 海堂尊
- 加賀まりこ
- 風間杜夫
- 梶原雄太（キングコング）
- ガダルカナル・タカ
- 片山まさゆき
- 桂ざこば
- 桂三枝（現在：6代目桂文枝）
- 加藤茶（ザ・ドリフターズ）
- 金子昇
- 兼光タカシ (プラス・マイナス)
- 狩野英孝
- 亀田大毅
- カルーセル麻紀
- 川合俊一
- 木下隆行（TKO）
- 木村大作（撮影技師、映画監督）
- 草野仁
- 倉田てつを
- 黒田アーサー
- ケンドーコバヤシ
- KORN（バブルガム・ブラザーズ）
- コージー冨田
- コトブキツカサ
- 小島武夫
- 児嶋一哉（アンジャッシュ）
- 小柳ルミ子
- 近藤くみこ（ニッチェ)
- 斉木しげる（シティボーイズ）
- 堺正章
- 坂上忍
- 佐藤哲夫（パンクブーブー）
- 里崎智也
- サンプラザ中野くん
- 柴田英嗣（アンタッチャブル）
- 清水アキラ
- じゃい（インスタントジョンソン）
- 新川帆立
- 鈴木もぐら (空気階段)
- 瀬川瑛子
- 田尾安志
- たかし（トレンディエンジェル）
- 辰巳琢郎
- 伊達朱里紗
- 田中裕二（爆笑問題）
- 田村亮（ロンドンブーツ1号2号）
- 千原せいじ
- 月亭八光
- 土田浩翔
- つのだ☆ひろ
- 椿姫彩菜
- 寺田農
- 徳井健太（平成ノブシコブシ）
- 徳光和夫
- 中田花奈
- 中村ゆうじ
- なすび
- 長門裕之
- 中野浩一
- 生瀬勝久
- 奈美悦子
- 波岡一喜
- 錦野旦
- 萩原流行
- 萩原聖人
- パジャマとりや
- はなわ
- 浜谷健司（ハマカーン）
- 原田伸郎（あのねのね）
- ビートきよし
- ビートたけし
- 東国原英夫
- ヒロミ
- ヒコロヒー
- 福本伸行
- 藤田伸二
- 藤田晋[9]
- 保坂尚輝
- 蛍原徹（雨上がり決死隊）
- 本郷直樹
- 前田幸長
- マギー審司
- 見栄晴
- 宮川一朗太
- 水崎綾女
- 宮城舞
- 宮迫博之（雨上がり決死隊）
- 武藤敬司
- 室井滋
- モト冬樹
- 森川正太
- 森下剛任[9]
- 森田勉
- 森田芳光
- 森光子
- 森本レオ
- やくみつゆ
- やくみつる
- 山城新伍
- 山本圭一（極楽とんぼ）
- 山本ひかる
- 山本博（ロバート）
- 山本陽子
- ロッシー（野性爆弾）
- 和田アキ子
- 渡部絵美
- 和田まんじゅう（ネルソンズ）
- ワッキー（ペナルティ）

## 優勝回数
- 17回：萩原聖人（48回）
- 9回：清水アキラ（22回）、児嶋一哉（19回）
- 8回：風間杜夫（22回）、坂上忍（32回）、 中野浩一（13回）
- 7回：加賀まりこ（33回）
- 6回：堺正章（29回）
- 5回：蛭子能収（20回）、ビートきよし（9回）、見栄晴（20回）
- 4回：秋元康（23回）、川合俊一（17回）、 小柳ルミ子（20回）、大村朋宏（19回）
- 3回：田中裕二（7回）、小沢一敬（4回）、金子昇（5回）、内山信二（3回）
- 2回：落合博満（2回）、山本圭一（6回）、岡田紗佳（6回）

### 24時間生スペシャル優勝者
- 2013年：小沢一敬
- 2014年：中野浩一
- 2015年：中野浩一
- 2016年：中野浩一
- 2017年：見栄晴
- 2018年：見栄晴
- 2019年：萩原聖人
- 2022年：中野浩一
- 2023年：中野浩一
- 2024年：宮川一朗太

## スタッフ
#151（2022年3月18日放送分）
- 企画統括：木村忠寛（以前はプロデューサー）
- 構成：沢口義明
- TP：児玉洋
- TD：藤江雅和（以前はSW）
- SW：森内一行（以前はカメラ）
- カメラ：川上修平
- 音声：浮所哲也
- VE：水野博道
- 照明：堀田耕二
- 音響効果：小柳直斗
- ワープロ：藤原佑亮
- タイトル：岩崎光明
- CG：富井真
- 美術制作：服部孝志
- 大道具：新倉広真
- アクリル装飾：今井輝彦
- 衣裳：宮澤愛
- メイク：山田かつら
- TK：江守紀代子
- デスク：篠部展子
- 美術協力：フジアール
- 技術協力：ニユーテレス、fmt、4-Legs、D-Craft、IMAGICA Lab.、P-MAX
- 協賛：株式会社鳳凰
- 衣裳協力：永島服飾
- 作家：パジャマとりや
- 編成：越智草平
- AD：阪川由季、田中寿輝
- AP：児玉芳郎、中村由紀
- ディレクター：早川和孝、佐藤謙治
- 演出：鈴木雅視
- プロデューサー：安藤厚司、橋爪均
- チーフプロデューサー：門澤清太
- 制作協力：4-Legs
- 制作：フジテレビ編成制作局コンテンツ事業センターコンテンツ事業部
- 制作著作：フジテレビ

### 過去のスタッフ
- TP：斉藤浩太郎
- VE：齋藤雄一
- 照明：中原淳一
- 音響効果：山崎裕子
- ワープロ：宮戸夏美
- デスク：原口紗也加
- 編成：小島有星
- 編集：林奈緒
- ディレクター：小堀一樹
- AD：高井良康平

## 関連番組
- 美女と麻雀
- 極雀